# Jan Klein
Jan (Christian) Klein (a menudo escrito  'KLEIN' ) es un pintor artista que sigue la corriente de arte Pop, conocido por sus propias representaciones coloridas y expresiones de postmodernismo.
Algunos críticos han observado que sus obras muestran una fusión street art y Pop art, combinando diferentes técnicas de pintura y collages.

## Vida y carrera

#### Primeros años
Jan (Christian) Klein nació en 1951 y creció en Vesterbro, Copenhague. Hijo de una familia de clase trabajadora y condicionalmente nacido con dislexia, Klein encontró en el mundo del arte un vuelo de la realidad. Comenzó a mostrar su talento artístico a una edad temprana con dibujos y pinturas. Una vez que terminó la escuela, se unió al movimiento hippie donde encontró personas con su misma mentalidad.
Tenía dieciocho años cuando se mudó con su esposa Ninni, y cuando tenía diecinueve años se convirtió en padre del primero de sus cinco hijos. El mismo año, Klein fue admitido en el programa preliminar de la  Real Academia Danesa de Artes, pero no pudo terminar los estudios debido a problemas de salud.

#### Carrera artística y ideología
En 2009 se mudó a Copenhague para comenzar a hacer arte a tiempo completo. Ha participado en varias exposiciones en todo el mundo, principalmente en Europa. Aunque, la ciudad que más lo inspira es Nueva York.
Jan también se inspira en asuntos políticos, algunas de sus obras se centran en el arte social provocativo. En una de sus entrevistas para un periódico nacional danés (Información), dice: "No soy un títere de mano con un logotipo detrás". En septiembre de 2014, Klein preguntó a diferentes personas sobre su relación con Unión Europea. Jan Klein cree firmemente que el arte y la política están conectados, por esta razón Klein le regaló a la Comisaria Europea Margrethe Vestager una de sus obras de arte. En diciembre de 2014, se presentó a Margrethe Vest-ager en Art By Klein  Wonderful Colorful EU People . El trabajo está colgado en las paredes de la oficina del Comisario europeo en Bruselas.
Jan pintó una versión diferente de la bandera de la UE con mensajes positivos paz. El mismo año, una de las obras de Jan fue elegida de Lotte Jensen y Jørgen Rasmussen para modernizar su apartamento. En un reportaje para Jyllands-Posten Lifestyle, Rasmussen dice que sobre su cama tiene una  rubia  creada por Klein.
El 30 de diciembre de 2015, Klein participó en un evento de caridad en la principal calle comercial Strøget en Copenaghen llamada "esculturas de árboles de Navidad". Los artistas involucrados tuvieron que decorar esculturas de árboles de Navidad de fibra de vidrio. Las obras de arte, objeto de actos de vandalismo, debían venderse en una subasta con el fin de recaudar dinero para los árboles de Jatropha.
En 2017, el escritor Daniel Svensson publica su segundo libro "Der er kun dage" (Solo hay días) donde menciona una pintura de Klein: Johnny Cash dando el dedo medio.
Jan Klein participó en varias ediciones de “Kunst for Alle”, que significa "Arte para todos". Este es un evento anual de arte danés y solo artistas seleccionados pueden participar.
 'Jan'  ha sido elegido para más de una edición, entre más de 1000 otros artistas, de Charlotte Jensen.
El 12 de agosto de 2011, Klein hace su primera aparición como artista en The Wall Street Journal.
El artículo trata sobre La residencia Gemini, diseñado por los arquitectos de Róterdam MVRDV. Klein habla sobre su departamento donde vive con su esposa Ninni. En línea con su gusto, los Kleins poseen varias  sillas Jacobsen Series 7 modificadas por el artista con un toque de arte callejero.
Unos meses más tarde, el 24 de febrero de 2012, Klein participó en la Feria de Arte de Copenhague, donde pintó a mano una vez más la silla de Arne Jacobsen.
La mayoría de sus obras están inspiradas en figuras icónicas como The Beatles, Jim Morrison, Marilyn Monroe, David Bowie, Kate Moss, Kurt Cobain y muchos otros del club 27.
Jan Klein es un coleccionista. Sus obras se presentan como un conjunto de revistas y carteles rodeados de pinturas coloridas, a menudo al óleo, como un tributo a la belleza de las viejas figuras y músicos icónicos desde 1950 hasta hoy. Utiliza recortes de periódicos, revistas, juguetes, tarjetas, billettes, monedas y cualquier otro material que pueda formar parte de sus obras. Había pintado sobre cualquier tipo de objeto, como una silla, una chaqueta, una guitarra o un sofá, y no solo eso. Jan Klein usó el vientre embarazado de Nanna Kragen como lienzo durante una exposición fotográfica el 12 de agosto de 2011, en la Torre Redonda de Copenhague. Veinte artistas usaron veinte vientres de mujeres embarazadas en un proyecto para apoyar Maternity Worldwide, una organización benéfica de salud materna.
En agosto de 2011, compró un apartamento en Islands Brygge, que todavía usa como Atelier. También hay una gran sala en el sótano, donde en 2012 Klein comenzó una Galería Subterránea.